# علی قیصری
علی قیصری (متولد ۱۳۳۳) مورخ و جامعه‌شناس ایرانی است. وی استاد تاریخ دانشگاه سن دیگو و به عنوان استاد مهمان دارای سابقه تدریس در زمینه مطالعات ادیان در دانشگاه براون، و ایرانشناسی در کالج سنت آنتونی، دانشگاه آکسفورد، و تاریخ ایران در دانشگاه کالیفرنیا (ارواین) است. وی به خاطر پژوهش‌هایش در زمینه تاریخ اندیشه در ایران مدرن شناخته شده و عضو هیئت دبیران پژوهش‌های ایرانی در انتشارات بریل، و سردبیر سابق مجله ایران‌شناسی است.

## آثار
- پژوهش‌های ایرانشناسی
- (فارسی و انگلیسی)
- فواکه البساتین: منتخباتی فلسفی، اعتقادی، روایی در اواخر قاجاریه اثر حاج میرزا محمد طهرانی، به کوشش علی قیصری، با همکاری علیرضا اباذری، چاپ دوم (کامل، با ویراست جدید)، قم: نشر مورخ، 1402، (430 صص).
- دربارۀ مفهوم زمان: گفتگو با احمد فردید، چاپ دوم (با ویراست جدید، تصحیحات، و افزوده ها)، قم: نشر مورخ، 1402، (126 صص).
- علی قیصری، «معاهدات نابرابر و حاکمیت ملی در "ممالک محروسه" ایران»، ترجمه علی معظمی؛ بخش اول، بخارا، شماره 152، مهر - آبان 1401، (صص 136-166)؛ بخش دوم، بخارا، شماره 153، آذر - دی 14-1، (صص 95-121).
- علی قیصری، «فواکه البساتین اثر حاج میرزا محمد طهرانی»، ترجمه صدیقه رحیمی، آیینه پژوهش، سال 34، شماره 5 (پیاپی 203)، آذر - دی 1402، (صص 219-233).
- علی قیصری، «یادی از مجموعه ریسباف قم»، در: صد سالگی حوزه قم (مجموعه مقالات به مناسبت صد ساله شدن حوزه علمیه قم، نوروز ۱۳۰۱–۱۴۰۱)، به کوشش رسول جعفریان، قم: نشر مورخ، تابستان ۱۴۰۰، (صص ۵۷۵–۶۲۲).
- علی قیصری، «یادمانی از کالج آمریکایی تهران، ۱۳۱۱»، ترجمه علی معظمی، بخارا، سال بیست و ششم، شماره ۱۴۵، مرداد – شهریور ۱۴۰۰، (صص ۱۰۶–۱۶۷).
- علی قیصری، (به کوشش)، «مکتوبی از میرزا حسن رشدیه»، بخارا، سال بیست و ششم، شماره ۱۴۴، تابستان ۱۴۰۰، (صص ۷۴–۹۵).
- علی قیصری، «چند آوایی نویسنده و احساس پایان در روزنوشته‌های فارسی: نگاهی به روزنامه خاطرات اعتماد السلطنه و یادداشت‌های علم»، ترجمه علی معظمی، بخارا، سال بیست و چهارم، شماره ۱۳۷، خرداد – تیر ۱۳۹۹، (صص ۱۴۲–۱۸۸).
- علی قیصری، «دیالکتیک روشنگری در ایران: تجربه مشروطیت، پیوندهای فرامنطقه ای، و برداشت‌های ناسازگار از تجدد»، ترجمه علی معظمی، بخارا، شماره ۱۲۸، آذر – دی ۱۳۹۷، (صص ۹۹–۱۴۰).
- علی قیصری، «فرخی یزدی در شعر و سیاست»، ترجمه علی معظمی، بخارا، سال بیست و دوم، شماره ۱۳۰، فروردین – اردیبهشت ۱۳۹۸، (صص ۴۱–۷۰).
- فواکه البساتین: منتخباتی فلسفی، اعتقادی، روایی در اواخر قاجاریه اثر حاج میرزا محمد طهرانی، به کوشش علی قیصری، با همکاری علیرضا اباذری، قم: نشر مورخ، ۱۳۹۷، (۴۳۱ صص).
- مجله استبداد: نشریات ایران در عصر مشروطه، گردآوری و پیشگفتار با افزوده‌ها از علی قیصری، تهران: نشر تاریخ ایران، ۱۳۹۸، (۷۴۴ صص).
- روشنفکران ایران در قرن بیستم (از مشروطیت تا پایان سلطنت)، (تألیف) علی قیصری، ترجمه محمد دهقانی، تهران: نشر هرمس، چاپ سوم (شامل کتابشناسی)، ۱۳۹۴، (۲۶۲ صص).
- «فواکه البساتین، اثر حاج میرزا محمد طهرانی: متنی فلسفی و اعتقادی در اواخر قاجاریه»، ویراست بخش‌های فارسی با مقدمه و توضیحات به کوشش علی قیصری، در جشن نامه استاد سید احمد حسینی اشکوری، به کوشش رسول جعفریان، تهران، نشر علم، ۱۳۹۲، (صص ۷۲۳–۸۱۷).
- علی قیصری، «مستبدین جهان متحد شوید! طنز در مطبوعات دوره مشروطیت: معرفی مجله استبداد (۱۳۲۴–۲۵ ه‍.ق / ۱۹۰۷–۰۸ م)، پیام بهارستان، دوره ۲، سال ۳، شماره ۱۰، زمستان ۱۳۸۹، (صص ۸۶۶–۸۹۲).
- حرفی از هزاران کاندر عبارت آمد: وقایع تبریز و رشت در دوره مشروطیت ۳۰–۱۳۲۴ ه‍.ق (خاطرات حاج محمد تقی جورابچی)، متن کامل با اضافات، به کوشش علی قیصری، تهران: نشر تاریخ ایران، ۱۳۸۶، (۳۶۴ صص).

https://brill.com/view/journals/jps/aop/article-10.1163-18747167-bja10040/article-10.1163-18747167-bja10040.xml
- Gheissari, Ali (2023). “Unequal Treaties and the Question of Sovereignty in Qajar and early Pahlavi Iran,” Ann Lambton Memorial Lecture, Durham Middle East Papers No. 106, Institute for Middle Eastern and Islamic Studies, Durham University, 2023.

https://www.durham.ac.uk/media/durham-university/departments-/school-of-government-amp-int-affairs/DMEP106---Unequal-Treaties-and-the-Question-of-Sovereignty.pdf
- .Gheissari, Ali (2022). “ṬEHRĀNI, ḤĀJJ MIRZĀ MOḤAMMAD,” in: Encyclopaedia Iranica Online, first published online: 2022

http://dx.doi.org/10.1163/2330-4804_EIRO_COM_365176
```
* Gheissari, Ali (2021). “Resāle, Maqāle, and Ketāb: An Overview of Persian Expository and Analytical Prose,” in Ehsan Yarshater (Founding Editor), A History of Persian Literature, Volume V: Persian Prose, Edited by Bo Utas, London: I. B. Tauris / Bloomsbury, 2021, pp. 146-216. 
https://www.bloomsbury.com/us/persian-prose-9781845119065/
```

- Gheissari, Ali (2020). (ed.) The American College of Tehran: A Memorial Album, 1932, prepared by Morteza Gheissari, Edited with an Introduction and Notes by Ali Gheissari, Irvine, CA: University of California, Irvine (UCI), Jordan Center for Persian Studies, 2020, 466pp. https://www.amazon.com/American-College-Tehran-Memorial-Persian/dp/1949743225/ref=sr_1_2?dchild=1&keywords=gheissari&qid=1631301133&sr=8-2
- Gheissari, Ali (2017), John Walbridge and Ahmed Alwishah (eds.), Illuminationist Texts and Textual Studies: Essays in Memory of Hossein Ziai, Brill: Iran Studies, 2017, 334pp.

https://brill.com/view/title/35902?rskey=dblc5P&result=2
- Gheissari, Ali (2009). Contemporary Iran: Economy, Society, Politics (به انگلیسی). Oxford University Press. ISBN 978-0-19-537849-8.

Gheissari, Ali (2008). "Merchants without Borders: Trade, Travel, and a Revolution in late Qajar Iran," in Roxane Farmanfarmaian (ed.), War and Peace in Qajar Persia: Implications Past and Present, London: Routledge, 2008, pp. 183-212.
http://www.routledge.com/books/details/9780415421195/
- Gheissari, Ali (2020). “In Memoriam: Khalil Mostowfi (b. Tabriz, 1941 – d. Tehran, ۲۰ فوریه ۲۰۲۰): Bookseller, Assessor of Manuscripts, Lithographs, and Rare Titles in Iranian Studies,” Iranian Studies, 53/3-4, 2020, pp. 685–690. https://www.tandfonline.com/doi/full/10.1080/00210862.2020.1770570
- Gheissari, Ali (2019). “In Memoriam: Ehsan Yarshater (3 April 1920-۲ سپتامبر ۲۰۱۸): Doyen of Iranian Studies,” Iranian Studies, 52/1-2, 2019, pp. 283-286. https://doi.org/10.1080/00210862.2019.1576459
- Gheissari, Ali (2016). “Iran’s Dialectic of Enlightenment: Constitutional Experience, Transregional Connections, and Conflicting Narratives of Modernity,” in Ali M. Ansari (ed.), Iran's Constitutional Revolution of 1906 and Narratives of the Enlightenment, University of Chicago Press (distributed for Gingko Library), 2016, pp. 15-47. http://press.uchicago.edu/ucp/books/book/distributed/I/bo25077599.html
- Gheissari, Ali (2016). “Authorial Voices and the Sense of an Ending in Persian Diaries: Notes on Eʿtemād al-Saltaneh and ʿAlam,” Iranian Studies, 49/4, July 2016, pp. 693-723. http://dx.doi.org/10.1080/00210862.2016.1142285
- Gheissari, Ali (2016). “Constitutional Revolution in Iran. ” Encyclopedia of Islam and the Muslim World, 2nd edition, Editor-in-Chief: Richard C. Martin, New York, NY: Macmillan Reference, 2016, pp. 253-256.
- Gheissari, Ali (2015). “Khatt va Rabt: The Significance of Private Papers for Qajar Historiography,” Gingko Library, News Blog, originally posted on 5 August 2015. https://www.gingko.org.uk/essays/khatt-va-rabt-significance-private-papers-qajar-historiography/
- Gheissari, Ali (2013). “The U.S. Coup of 1953 in Iran, Sixty Years On,” Passport, the Society for Historians of American Foreign Relations Review, 44/2, September 2013, pp. 23-26. https://shafr.org/sites/default/files/Passport-09-2013_1.pdf
- Gheissari, Ali (2013). “Mahmud Sanai (1919-1985): professor of Persian literature and of psychology, psychoanalyst, educator, writer, translator, and government official,” Encyclopaedia Iranica. http://www.iranicaonline.org/articles/sanai-mahmoud
- Gheissari, Ali (2012). “Zein al-Abedin Motamen (1914-2005): teacher, writer, and scholar of Persian literature,” Encyclopaedia Iranica. http://www.iranicaonline.org/articles/motamen-zeyn-al-abedin
- Gheissari, Ali (2011). “The American College of Tehran, 1929-1931: A Memorial Album,” Iranian Studies, 44/5, Special Issue: Alborz College, Guest Editor: Nasrin Rahimieh, 2011, pp. 671-713. http://www.tandfonline.com/doi/abs/10.1080/00210862.2011.570478
- Gheissari, Ali (2010). “Constitutional Rights and the Development of Civil Law in Iran, 1907-1941,” in Iran’s Constitutional Revolution: Politics, Cultural Transformations, and Transnational Connections, eds. H. E. Chehabi and Vanessa Martin, London: I. B. Tauris, 2010, pp. 60-79 (notes, pp. 419-427). https://www.bloomsbury.com/us/irans-constitutional-revolution-9781848854154/
- Gheissari, Ali (2010). “Shadman (Šādmān), Sayyed Fakhr-al-Din (1907-1967): Cultural Critic and Writer of Fiction, Professor of History, Civil Servant, and Cabinet Minister,” Encyclopaedia Iranica. http://www.iranica.com/articles/shadman
- Gheissari, Ali (2009). “New Conservative Politics and Electoral Behavior in Iran,” co-author Kaveh Cyrus Sanandaji, in Ali Gheissari (ed.), Contemporary Iran: Economy, Society, Politics, Oxford and New York: Oxford University Press, 2009, pp. 275-298. https://global.oup.com/academic/product/contemporary-iran-9780195378498?cc=us&lang=en&#

Gheissari, Ali (2006), and Nasr, Vali. Democracy in Iran: History and the Quest for Liberty |2006 |Oxford University Press |isbn=978-0-19-804087-3
https://oxford.universitypressscholarship.com/view/10.1093/0195189671.001.0001/acprof-9780195189674
Gheissari, Ali (2005). "Despots of the World Unite! Satire in the Iranian Constitutional Press: The Majalleh-ye Estebdād, 1907-1908,” Comparative Studies of South Asia, Africa and the Middle East, 25/2, Special Issue: Retrospectives on the Iranian Constitutional Revolution 1905-1909, Guest Editor: Houri Berberian, 2005, pp. 360-376.
http://cssaame.dukejournals.org/content/25/2/360.citation
- Gheissari, Ali (1995). “Truth and Method in Modern Iranian Historiography and Social Sciences,” Critique (Journal for Critical Studies of the Middle East), Vol. 4, No. 6, 1995, pp. 39-56. http://www.tandfonline.com/doi/abs/10.1080/10669929508720065
- Gheissari, Ali (1993). “Poetry and Politics of Farrokhi Yazdi,” Iranian Studies, Vol. 26, No. 1/2 (Winter-Spring, 1993), pp. 33-50. http://www.tandfonline.com/doi/abs/10.1080/00210869308701785
- Gheissari, Ali (1995). Iranian Intellectuals in the Twentieth Century (به انگلیسی). University of Texas Press. ISBN 978-0-292-72804-2.

- - فلسفه و پژوهش‌های نظری
- (فارسی)
  - بنیاد مابعدالطبیعه اخلاق، ایمانوئل کانت، ترجمهٔ علی قیصری و حمید عنایت، تهران: انتشارات خوارزمی، ویراست جدید ۱۳۹۷، (۲۰۸ صص).
- ماکس شلر و پدیدارشناسی (مجموعه مقالات) – گزینش و ترجمه علی قیصری، تهران: انتشارات خوارزمی، ۱۳۹۴.
- زمان از دیدگاه کانت و چند مقاله دیگر، (تألیف) علی قیصری، تهران: انتشارات خوارزمی، ۱۳۹۷.
- علی قیصری، «خود، دیگری، دیگران: جستاری در باب تقوم استعلایی»، در جستجوی خرد و آزادی: ارجنامه عزت‌الله فولادوند، تهران: انتشارات مینوی خرد، ۱۳۹۶، (صص ۴۰۲–۴۱۴).
- علی قیصری، «دربارهٔ ذات معقول»، در جشن نامه آیت الله رضا استادی، به کوشش رسول جعفریان، قم: نشر مورخ، ۱۳۹۳، (صص ۷۱۴–۷۲۴).
- علی قیصری، «زمان در منطق صوری»، فلسفه، سال ۶، شماره ۶۶، تهران، اسفند ۱۳۹۱، (صص ۱۱۹–۱۲۶).
- علی قیصری، «آگاهی درست و نادرست از دیدگاه لوکاچ»، فلسفه، شماره ۵۹، تهران، مرداد ۱۳۹۱، (صص ۱۱۹–۱۲۶).
- علی قیصری، «قضیه ساختار و ذهن در نظریه شناخت»، فلسفه، شماره ۵۴، تهران، اسفند ۱۳۹۰، (صص ۲۲–۳۰).
- علی قیصری، «تفسیر در جامعه‌شناسی معرفت»، فلسفه، سال ۴، شماره ۴۶، تهران، تیر ۱۳۹۰، (صص ۱۰۱–۱۱۷).
- علی قیصری، «زمان از دیدگاه کانت»، فلسفه، شماره ۳۰، تهران، اسفند ۱۳۸۸، (صص ۶۷–۷۲).
- علی قیصری، (به کوشش) «خطابه وثوق الدوله دربارهٔ کانت»، فلسفه، سال ۱، شماره ۱۲، تهران، شهریور ۱۳۸۷، (صص ۶۷–۷۲).
- علی قیصری، (ترجمه) «امانوئل کانت: پیشگفتار نقد عقل عملی»، فلسفه، سال ۱، شماره ۸، تهران، اردیبهشت ۱۳۸۷، (صص ۶۶–۷۹).
- علی قیصری، «درآمدی بر پدیدارشناسی تخیل»، ترجمه علی معظمی، در متافیزیک و علم: یادنامه دکتر یوسف علی آبادی، ویراستار: شاپور اعتماد، غلامرضا اعوانی، علی معظمی، تهران: مؤسسه پژوهشی حکمت و فلسفه ایران، ۱۳۸۳، (صص ۲۲–۵۱).
- علی قیصری، «ملاحظاتی دربارهٔ مفهوم عینیت یافتگی در فلسفه هگل»، کتاب ماه ادبیات و فلسفه، شماره ۳۸، تهران، آذر ۱۳۷۹، (صص ۱۸–۲۰).
- علی قیصری و جفری شولتز، «پرده، لوح، صفحه: زمان و هویت در نگاه برگسون، فروید، و پروست»، ترجمه محمد دهقانی، کتاب ماه ادبیات، شماره ۲۵، تهران، آبان ۱۳۷۸، (صص ۳۲–۳۵).